# Herb Budapesztu

Obecnie używana wersja herbu

Herb Budapesztu - czerwone tło herbowe rozdziela falisty srebrny pas (tarcza dwudzielna w pas). Na górnym polu przedstawiony jest jednowieżowy zamek koloru złotego z jedną bramą wjazdową. Na dolnym polu również znajduje się zamek koloru złotego, ale trójwieżowy z dwiema bramami wjazdowymi. Tło wejść bram wjazdowych jest koloru błękitnego. Nad tarczą umiejscowiona jest Korona św. Stefana. Po obu stronach tarczy znajdują się trzymacze. Po prawej stronie heraldycznej znajduje się lew, a po lewej gryf. Tarcza z trzymaczami umiejscowiona jest na postumencie. 

## Znaczenie poszczególnych elementów herbu
Srebrny, pofalowany pas oznacza rzekę Dunaj. Górny zamek z jedną wieżą jest symbolem Pesztu, dolny, trójwieżowy natomiast  Budy. Błękitne tło bram symbolizuje Óbudę. Korona jest odniesieniem do państwowości węgierskiej. Trzymacze pochodzą z wcześniejszych herbów. Lew pochodzi z herbu Budy za czasów panowania króla Jana Zápolyi, a gryf z herbu Pesztu.

Kolorami herbu są: czerwony, złoty, niebieski i srebrny. Na podstawie tych właśnie kolorów stworzono flagę miasta Budapeszt.

## Historia herbu
Wraz z utworzeniem miasta Budapeszt w 1873 roku w wyniku połączenia Budy, Pesztu i Óbudy postanowiono utworzyć herb miasta. Z tą prośbą zwrócono się do artysty malarza Lajosa Friedricha. Koncepcja nowego herbu zawierała kilka ważnych elementów. W herbie powinny znajdować się odniesienia do herbów miast, które współtworzyły nowe, jedno miasto. Ponadto herb, z zachowaniem wszystkich wymogów heraldycznych i odniesień historycznych, powinien być w miarę prosty. Jako herb stolicy musi być bowiem jasny i czytelny. Wszystkie te wymogi zostały spełnione.

Herb ten był w użyciu do 1964 roku, chociaż od 1945 już bez korony. Od 1964 do 1990 używany był inny herb.

## Herb w latach 1964-1990

24 listopada 1964 roku Rada Miasta uchwaliła zmianę herbu. Nowy herb zatrzymał czerwone tło w tarczy, srebrny pas i obydwa zamki. Zamek w dolnym polu miał jednak tylko jedną bramę. W obydwu zamkach usunięto błękitne tła w bramach. Herb został pozbawiony również korony i trzymaczy wraz z postumentem. Na srebrnym pasie pośrodku umiejscowiono pięcioramienną czerwoną gwiazdę.

Uchwałą Rady Miasta z 1990 roku uregulowano symbole miasta, przywracając tym samym oryginalny herb z 1873 roku.